# غاري كورني
غاري كورني (بالإنجليزية: Gary Cornish)‏ (10 أبريل 1987 بإنفرنيس في المملكة المتحدة - ) هو ملاكم بريطاني، صنّف ضمن فئة وزن ثقيل.

## إحصائيات
خاض خلال مسيرته 27 نزالا، فاز في 25 وخسر في 2. فاز بالضربة القاضية في 13 نزالا.

## روابط خارجية
- غاري كورني على موقع بوكس ريك (الإنجليزية) (registration required)